# Édouard de Bergevin
Pour les articles homonymes, voir Bergevin.
Édouard de Bergevin (18 juillet 1861 à Couhé-Vérac - 6 décembre 1925 à Rouen) est un peintre de l'École de Rouen. Il est le frère de la romancière Colette Yver.

## Biographie
Arrivé jeune à Rouen, il termine ses études au Lycée Pierre-Corneille. Il étudie ensuite à l'académie de peinture de Rouen, avec pour condisciples, Frechon, Angrand et Joseph Delattre, puis à Paris dans l'atelier de Jean-Léon Gérôme. Portraitiste très apprécié de ses contemporains, illustrateur et affichiste, c'est aussi un paysagiste délicat. Souvent accompagné de son ami Delattre, il réalise dans la campagne, de Douarnenez, des vues de Paris, des vues des ports de Rouen et de la Bretagne. Il expose régulièrement au Salon des artistes rouennais.
Il réalisa une grande composition décorative, Nymphes dansant dans une clairière, pour le théâtre de l'Omnia.
Il dessina des affiches pour les Cycles Gladiator, la Revue normande et les Fêtes normandes (1904).
Il illustra également des livres de la Bibliothèque rose pour la maison Hachette.
Il repose au cimetière monumental de Rouen (carré P-1). Sa tombe est ornée d'un portrait dû à Richard Dufour.